# Fletxa Valona 1942
La Fletxa Valona 1942, 6a edició de la Fletxa Valona, es va disputar el 19 de juliol de 1942, entre Mons i Marcinelle, sobre un recorregut de 208 kilòmetres. El vencedor fou el belga Karel Thijs, que s'imposà a l'esprint als quatre companys d'escapada. Els també belgues Frans Bonduel i Albert Perikel completaren el podi.

## Classificació final
|    | Ciclista                 | Equip                | Temps      |
| -- | ------------------------ | -------------------- | ---------- |
| 1  | Karel Thijs (BEL)        |                      | 5h 50' 00" |
| 2  | Frans Bonduel (BEL)      | Dilecta              | m. t.      |
| 3  | Albert Perikel (BEL)     | Genial Lucifer       | m. t.      |
| 4  | René Adriaenssens (BEL)  | Helyett - Hutchinson | m. t.      |
| 5  | Albert Ritserveldt (BEL) | Dilecta              | m. t.      |
| 6  | François Neuville (BEL)  | Helyett - Hutchinson | + 2' 00"   |
| 7  | Auguste Janssens (BEL)   | Helyett - Hutchinson | + 2' 15"   |
| 8  | Joseph Moerenhout (BEL)  |                      | + 2' 15"   |
| 9  | Edouard Van Dyck (BEL)   | Helyett - Hutchinson | + 3' 00"   |
| 10 | Camille Muls (BEL)       |                      | + 4' 00"   |